# Laroque (Gironda)
Laroque é uma comuna francesa na região administrativa da Nova Aquitânia, no departamento da Gironda. Estende-se por uma área de 2,98 km². Em 2010 a comuna tinha 287 habitantes (densidade: 96,3 hab./km²).